# Idobrium sechellarum
Idobrium sechellarum là một loài bọ cánh cứng trong họ Cerambycidae.